# マドラーズ大阪
マドラーズ大阪（マドラーズおおさか）とは、大阪府堺市にある綱引の女子チームである。
名前の由来は飲み物をかき混ぜるマドラーから。
全日本綱引選手権大会では、史上最長の10連覇を果たしており、史上最多12回の優勝を誇る。

## 概要
2003年、メンバー不足に悩む堺市と泉佐野市の綱引きグループが合併して結成。すぐに頭角を現し、2004年の全日本綱引選手権大会で3位に入る。
その後、2006年には世界インドア綱引選手権大会の480kg級で優勝。
2007年の全日本綱引選手権大会では3連覇中だったチームを破り、初優勝。同大会ではそのまま優勝を重ね、2016年には10連覇を達成した。11連覇がかかった2017年の全日本綱引選手権大会では準決勝で神戸PULL-BARに敗れ、3位に終わった。

## 主な獲得タイトル
- 世界インドア綱引選手権大会 優勝:1回（2006年）
- アジアクラブ綱引選手権大会 優勝:1回（2006年）
- アジア綱引選手権大会 優勝:1回（2008年）
- 全日本綱引選手権大会 優勝:12回（2007～2016年、2019年、2023年）
- 全日本綱引選手権軽量級大会（480kg級）優勝:4回（2005年、2006年、2007年、2010年）
- 国民体育大会綱引競技 優勝:1回（2015年）
- 全日本選抜綱引大会 優勝:13回（2004年、2005年、2006年、2007年、2008年、2009年、2010年、2011年、2012年、2013年、2014年、2015年、2016年）

## メンバー
女性10人。年齢は20代から50代まで幅広く、職業も看護師から専業主婦まで多種多様。
「個人の意見を大切にする」「各自に責任感を持たせる」という理由で、監督・キャプテンは設けていない。

## 練習
月、水、木、土曜の週4回。堺市内の小中学校を借りて行っている。